# Niantou Xiang
Niantou Xiang (kinesiska: 埝头乡, 埝头) är en socken i Kina. Den ligger i provinsen Hebei, i den norra delen av landet, omkring 420 kilometer söder om huvudstaden Peking. Antalet invånare är 45 028. Befolkningen består av 22 602 kvinnor och 22 426 män. Barn under 15 år utgör 24,0 %, vuxna 15-64 år 68 %, och äldre över 65 år 7,0 %.
Genomsnittlig årsnederbörd är 630 millimeter. Den regnigaste månaden är juli, med i genomsnitt 207 mm nederbörd, och den torraste är januari, med 3 mm nederbörd.